# Релка (Тюменская область)
Релка — деревня в Вагайском районе Тюменской области России. Входит в состав Дубровинского сельского поселения.

## География
Деревня находится от ручья Полой.  Автомобильное сообщение.

## Население
| 2010 |
| ---- |
| 28   |